# Мелешков, Александр Иванович
Александр Иванович Мелешков (1897 — 1937) — советский юрист, прокурор Одесской области.

## Биография
Получил низшее образование, с 1917 являлся членом РСДРП(б). Участвовал в Гражданской войне в качестве военкома бригады. На сентябрь 1921 значится как член, уполномоченный от Оренбургского губернского исполнительного комитета в комиссии Казахского областного комитета ВКП(б) по установлению границы между Актюбинской и Оренбургской губерниями. В 1923 был членом президиума Оренбургского губернского исполнительного комитета. С 11 октября 1922 до 10 марта 1923 заведовал отделом коммунального хозяйства в Оренбургско-Тургайском губернском исполнительном комитете. На 30 июля значится как заведующий отделом управления там же. В 1937 после ареста областного прокурора И. Г. Макаренко возглавил прокуратуру Одесской области, заодно с 7 октября 1937 состоял членом тройки НКВД. Однако в том же году репрессирован, 28 декабря приговорён к ВМН и расстрелян. Впоследствии посмертно реабилитирован.